# Erdwerk von Esbeck
Das Erdwerk von Esbeck war eine im 6. Jahrtausend v. Chr. errichtete Befestigungs- und Siedlungsanlage
bei Esbeck in Niedersachsen. Sie wird der bandkeramischen Kultur als ältester bäuerlicher Kultur der Jungsteinzeit zugerechnet, deren Angehörige vor etwa 7.000 Jahren aus Südosteuropa nach Norddeutschland kamen und auf fruchtbaren Lössböden siedelten. Die aus einem Doppelgraben bestehende Anlage gilt als das älteste Erdwerk in Niedersachsen. Es wurde 1974 entdeckt und durch eine Rettungsgrabung im Jahr 1982 archäologisch untersucht. Nach dem Abschluss großflächiger Ausgrabungen wurde die Fundstelle mit einem Wasserrückhaltebecken für das Kraftwerk Buschhaus überbaut.

## Beschreibung
Das Erdwerk lag in leichter Hanglage auf etwa 115 Meter über NN auf dem Nachtwiesenberg als einem Ausläufer des Elms. Westlich verläuft heute in Nord-Süd-Richtung die B 244 und südlich liegt der Tagebau Schöningen. Im Bereich des Erdwerks entstand in den 1980er Jahren ein Wasserrückhaltebecken für das Kohlekraftwerk Buschhaus. Das Erdwerk befand sich auf einem vier Meter mächtigem Lössboden, der im Raum Esbeck als Schwarzerde und Parabraunerde ausgeprägt ist. Die Anlage bestand aus zwei parallel verlaufenden Gräben, die an der Oberfläche nicht mehr sichtbar waren, da sie bereits vor langer Zeit mit Erdreich verfüllt wurden. Die Gräben bildeten bei einer Länge von etwa 190 Metern und 175 Metern eine fast rechteckige Fläche von 1,7 Hektar aus. Die parallelen Gräben verliefen unregelmäßig zueinander in Abständen von 12 bis 21 Metern. Sie waren zwischen 1,6 und 4 Meter breit und zwischen 0,5 und 1,3 Meter tief. Die Grabensohle war flach ausgeprägt. Erdbrücken oder Durchlässe ließen sich nicht sicher in den Gräben nachweisen. Pfostengruben im Grabenverlauf lassen darauf schließen, dass aus dem Erdaushub des Grabens ein Wall an der Innenseite angeschüttet wurde, der mit Palisaden gegen Abrutschen gesichert war.
Die Gräben umschlossen einen Siedlungsplatz, wobei die Siedlung wahrscheinlich schon vor der Anlage des Erdwerksgrabens bestand. Die Siedlungsfläche dehnte sich über die Gräben auf vermutlich insgesamt drei Hektar aus und wurde auf einer Fläche von etwa einem Hektar ausgegraben. Als Siedlungsreste wurden Pfostenlöcher von Pfostenbauten und eine hohe Anzahl an Abfall- sowie Vorratsgruben unterschiedlicher Größe und Ausformung erkannt. Die gefundene Keramik lässt auf eine Besiedlung in der Zeit der älteren Bandkeramik um 5500 v. Chr. bis in die Phase um 5000 v. Chr. schließen. Die Siedlung an dem Platz bestand nicht durchgängig, sondern mindestens in zwei Phasen, wobei sie zeitweise wüst gefallen war. Wie sich anhand der Platzierung von Klingen in Sicheln feststellen ließ, lebten in der Siedlung vorwiegend Rechtshänder.

## Entdeckung und Ausgrabung

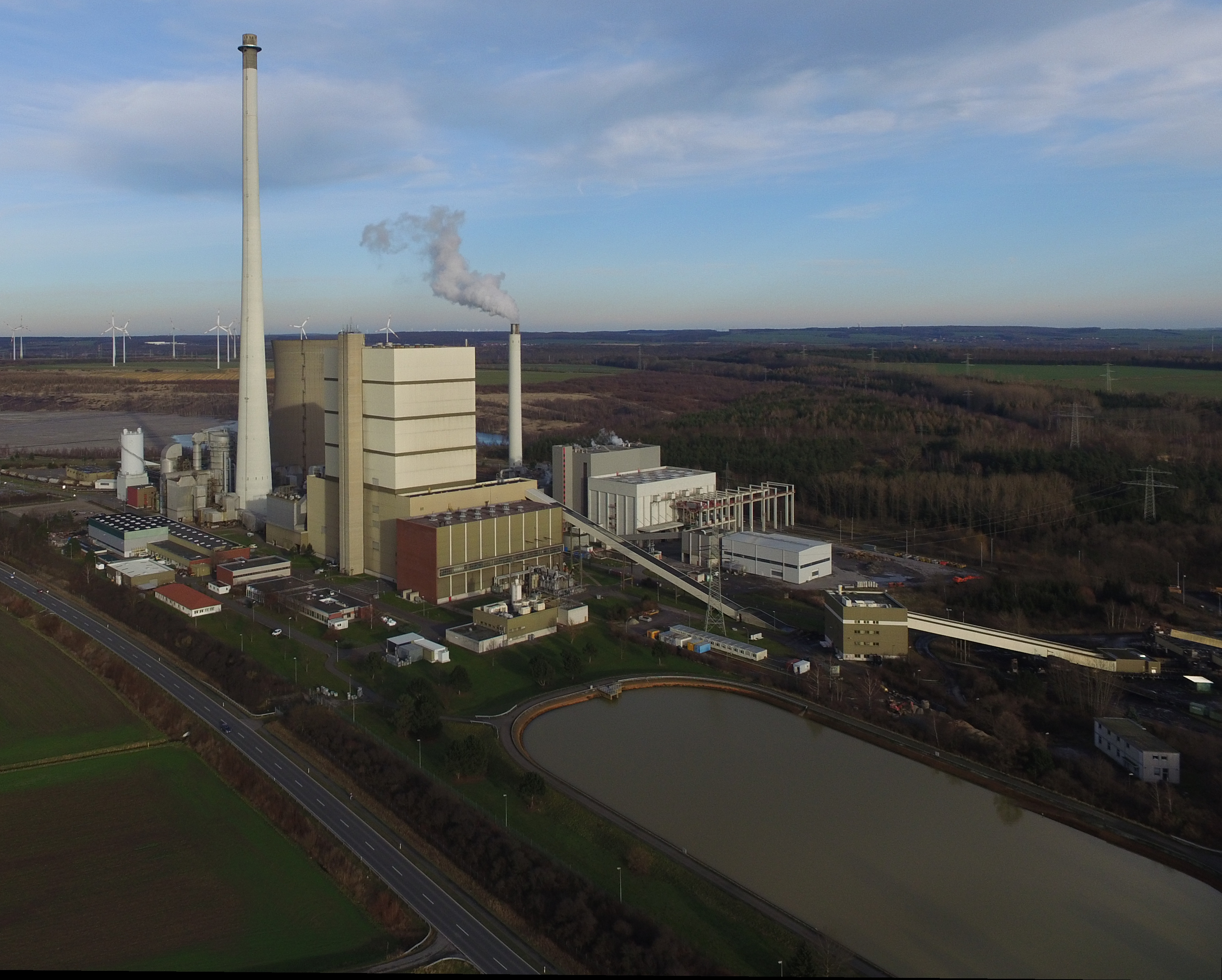
Das Erdwerk lag im Bereich des heutigen Wasserrückhaltebecken des Kraftwerks Buschhaus an der B 244

Im Jahr 1974 fand ein Landwirt auf seinem Acker prähistorische Scherben, was zu ersten Untersuchungen durch den Braunschweiger Bezirksarchäologen Hartmut Rötting führte. Als der Landwirt Anfang der 1980er Jahre wegen des Baus des Kohlekraftwerks Buschhaus sein Ackerland aufgeben musste, wies er die Denkmalpflege nochmals auf die Fundstelle hin.
Daraufhin führte das hannoversche Institut für Denkmalpflege 1981 auf einer Fläche von 500 m² eine Sondierungsgrabung durch. Nachdem sich dort neben Keramikbruchstücken, Steinartefakten und Knochen auch Vorratsgruben als Siedlungsreste fanden, wurde 1982 auf etwa 70 × 150 Meter eine Fläche von rund 10.000 m² unter Leitung der Archäologen Hartmut Thieme und Mamoun Fansa vom Institut für Denkmalpflege archäologisch untersucht. Die Freilegung von weiteren 5000 m² Fläche im selben Jahr diente der Abklärung des Grabenverlaufs des Erdwerks. Das in den 1980er Jahren durch Ausgrabungen erlangte Fundgut umfasst etwa 3000 Teile von Keramikgefäßen, 8000 Feuersteinartefakte sowie 3000 Felsgesteinobjekte. Rund 1200 Siedlungsbefunde wurden festgestellt. Dazu zählten etwa sieben zeitgleiche Häuser, ein Säuglingsgrab sowie Gruben, Öfen, Hüttenlehm und Steinpflaster. Die Auswertung der Funde sowie ihre Aufarbeitung und Publikation als Monografie durch ein vom Niedersächsischen Landesamt für Denkmalpflege geführtes Forschungsprojekt hielt über 30 Jahre bis zum Jahr 2015 an.

## Bedeutung
Die Entdeckung und Ausgrabung des Erdwerks von Esbeck war der erste Nachweis einer derartigen Anlage der Bandkeramiker im heutigen Niedersachsen. Diese ersten dauerhaft sesshaften Menschen in Europa sind nach ihrer Keramik benannt, weil sie ihre Gefäße mit einer Bandornamentik verzierten. Ihre sesshafte Lebensweise führte zur „neolithischen Revolution“.
Als das Esbecker Erdwerk Anfang der 1980er Jahre entdeckt wurde, waren bandkeramische Erdwerke in Niedersachsen weitgehend unbekannt, obwohl Ansiedlungen dieser Kultur auf Lössböden nördlich der Mittelgebirgsschwelle bereits nachgewiesen waren. Derzeit (2015) sind allein im Braunschweiger Land 32 Erdwerke bekannt.
Das Erdwerk von Esbeck liegt im äußersten nördlichen Verbreitungsgebiet der bandkeramischen Kultur, wo Nachbarschaft zu den weiter nördlich lebenden Jäger-und-Sammler-Gruppen bestand. Vergleichende Betrachtungen mit Erdwerken in Mitteldeutschland legen nahe, dass das südöstliche Niedersachsen von dort neolithisiert wurde.
Wie bei den meisten Erdwerken ist auch die Funktion des Werkes von Esbeck sowie die Motivation ihrer Erbauer unklar. Es könnte sich um eine Schutzanlage für begehrliche Gegenstände, wie Saatgut, oder um einen Kultplatz gehandelt haben. Einen fortifikatorischen Zweck zum Schutz der Siedlung innerhalb des Erdwerks sehen die Archäologen eher nicht, oder wenn nur zeitweise. Kriegerische Ereignisse schließen sie aus, da keine menschlichen Knochen in den Erdwerksgräben gefunden wurden.
Die 1982 erfolgte Ausgrabung des Erdwerks initiierte das 1983 begonnene und 2013 beendete Langzeitprojekt der Archäologischen Schwerpunktuntersuchungen im Helmstedter Braunkohlerevier. Das vom Archäologen Hartmut Thieme geleitete Projekt des Instituts für Denkmalpflege mit den Braunschweigischen Kohle-Bergwerken führte unter anderem zum Fund der Schöninger Speere im Jahr 1994, die im Forschungsmuseum Schöningen ausgestellt sind.